# Henri Michaux
Pour les articles homonymes, voir Michaux.
Henri Michaux, né le 24 mai 1899 à Namur (Belgique) et mort le 19 octobre 1984 à Paris, est un écrivain, poète et peintre belge d'expression française naturalisé français en 1955.

## Biographie
Né à Namur, où il ne vécut qu'un an, Henri Michaux passe son enfance dans une famille aisée, à Bruxelles, rue Defacqz 69. Après avoir séjourné dans un pensionnat de la région de Malines, il poursuit ses études à Bruxelles au collège Saint-Michel, où il a pour condisciples Norge, Herman Closson et Camille Goemans.
Adolescent angoissé, ses premières expériences littéraires sont marquées par la découverte des œuvres de Tolstoï et Dostoïevski. Même s'il lit beaucoup pendant ses études chez les Jésuites, il ne s'oriente pas tout d'abord vers l'écriture, mais vers la médecine, qu'il abandonnera assez vite pour s'engager comme matelot. Il navigue en 1920 et 1921, mais doit débarquer, son bateau étant désarmé. À peu près à la même époque, la découverte de Lautréamont le pousse à écrire. Il en sortira Cas de folie circulaire en 1922, premier texte qui donne déjà une idée de son style. Ensuite les écrits se succèdent (Les Rêves et la Jambe en 1923, Qui je fus en 1927…) et les styles se multiplient.
À partir de 1922, il collabore activement à la revue d'avant-garde Le Disque vert fondée par son ami Franz Hellens, y faisant paraître nombre de ses premiers écrits, parmi lesquels  Les Rêves et la Jambe, « Notre frère Charlie », « Réflexions qui ne sont pas étrangères à Freud », « Lettre de Belgique », « Note sur le suicide », « Surréalisme », « Mes rêves d'enfant », « Le cas Lautréamont ». Il entre au comité de rédaction de la revue en 1923 et dirige le numéro spécial consacré à Sigmund Freud.
Pendant cette période, il émigre à Paris. Dès lors, il ne cessera de renier tout ce qui le rattache à la Belgique. En revanche, il gardera jusqu'à la fin de sa vie une réelle affinité avec la France et avec Paris en particulier — même s'il ne cessera pas de voyager dans le monde entier.
À Paris, il se lie rapidement avec le poète Jules Supervielle avec qui il restera ami jusqu'à la mort de ce dernier. En 1936, ils voyagent en Uruguay (chez Supervielle) puis à Buenos Aires en Argentine pour le Congrès International du Pen Club International. Au cours de ce voyage, Michaux rencontre Susana Soca, femme de lettres uruguayenne avec qui il sera très lié. Il retrouve également Victoria Ocampo, la directrice de SUR. En 1936 également, il entre au comité de rédaction de la revue Hermès, créée en 1933 par Jacques Masui, qui restera un ami proche, Michaux évoquant son souvenir dans un texte publié dans le livre Cheminements (Fayard, 1978), trois ans après sa mort.
À Paris, Michaux fut l'ami de plusieurs personnes qui jouèrent un grand rôle dans le monde artistique, comme Brassaï, Claude Cahun, Jean Paulhan son éditeur à la NRF, le libraire-éditeur Jacques-Olivier Fourcade (son « ami le plus proche » et correspondant, il l'embauchera comme conseiller littéraire, publiera Mes propriétés en 1929, et Nous deux encore en 1948) ; il favorise par ailleurs l'émergence d'une jeune génération de poètes dont Vincent La Soudière.
Outre les textes purement poétiques, il rédige des carnets de voyages réels (Ecuador en 1929, Un barbare en Asie en 1933) ou imaginaires (Ailleurs en 1948, parmi beaucoup d'autres), des récits de ses expériences avec les drogues, notamment la mescaline (Misérable Miracle en 1956) et le cannabis (Connaissance par les gouffres en 1961), des recueils d'aphorismes et de réflexions (Passages en 1950, Poteaux d'angle d'abord en 1971 puis en 1978…), etc.
Bien que ses ouvrages les plus importants aient été publiés chez Gallimard, de nombreux petits recueils, parfois illustrés de ses dessins, ont été publiés à un faible tirage chez de petits éditeurs.
Parallèlement à l'écriture, dès 1925, il commence à s'intéresser à la peinture et à tous les arts graphiques en général. Exposé pour la première fois en 1937, il ne cesse ensuite de travailler, au point même que sa production graphique prend en partie le pas sur sa production écrite. Durant toute sa vie, il pratiquera autant l'aquarelle que le dessin au crayon, la gouache que la gravure ou l'encre. Il s'intéresse également à la calligraphie qu'il utilisera dans nombre de ses œuvres. Il inspirera le peintre belge Paul Trajman.
En 1948, Henri Michaux perd sa femme Marie-Louise Termet de façon tragique, à la suite d'un incendie domestique ; ce deuil lui inspirera la même année son texte Nous deux encore.
La pratique de l'écriture et du dessin se sont conjugués, notamment, lors de son expérimentation de la mescaline (commencée en janvier 1955, à l'âge de 55 ans, alors que Michaux n'avait auparavant consommé aucune drogue mis à part de l'éther, comme en témoigne le texte « L'Éther », vingt-cinquième texte de La nuit remue). En effet, la correspondance entre Jean Paulhan et Michaux montre déjà un intérêt pour la drogue hallucinogène dans le courant 1954 ; mais c'est au début du mois de janvier 1955 que Jean Paulhan et la poétesse suisse Édith Boissonnas se retrouvent chez Michaux pour faire l'expérience de la mescaline : cette expérience sera renouvelée à trois reprises et fera l'objet de publications chez chacun des participants : Rapport sur une expérience de Paulhan (publié dans ses œuvres complètes), Mescaline de Boissonnas (La NRF, mai 1955) et Misérable Miracle de Michaux (Éditions du Rocher, 1956), dont le récit est complété par une quatrième expérience, qu'il mène sans ses deux acolytes, dans le courant 1955. Cette expérimentation, qui se prolongera jusque vers 1966 avec la parution des Grandes Épreuves de l'esprit, permet aussi de retrouver l'attrait de Michaux pour la médecine et en particulier la psychiatrie (il a assisté de nombreuses fois et dans de nombreux pays à des présentations de malades dans des asiles). Ces expérimentations se déroulaient parfois sous la surveillance d'un médecin, en calculant précisément les doses ingérées, en tenant un protocole d'observation médical et en dessinant. Il s'agit d'une approche scientifique — l'auto-observation — de ces substances psychotropes (Michaux expérimenta également le LSD et la psilocybine) et de la création artistique qui peut en découler. En 1963, il réalise avec Éric Duvivier Images du monde visionnaire, un film éducatif produit par le département cinéma de l'entreprise pharmaceutique suisse Sandoz (mieux connue pour la synthèse du LSD en 1938) afin de démontrer les effets hallucinogènes de la mescaline et du haschich.
À la fin de sa vie, Michaux était considéré comme un artiste fuyant ses lecteurs et les journalistes, ce qui contraste avec les nombreux voyages qu'il a faits pour découvrir les peuples du monde et avec le nombre des amis qu'il compta dans le monde artistique.
Henri Michaux fait partie des peintres réunis pour l'exposition L'envolée lyrique, Paris 1945-1956 présentée au Musée du Luxembourg (Sénat), avril-août 2006 (Sans titre, 1948 ; Six dessins pour 'Mouvements' , 1949 ; Sans titre, 1951, Dessin mescalinien, 1955) - catalogue :  (ISBN 8876246797).
L'une de ses phrases les plus connues, disant à la fois son désir d'infini et de renaissance océanique et son refus de tout lien ou enfermement, est : « Un jour j'arracherai l'ancre qui tient mon navire loin des mers. »
Il meurt à l'âge de 85 ans le 19 octobre 1984 à Paris. Ses obsèques se tiennent dans l'intimité au crématorium du Père-Lachaise, où il est incinéré.

## Style

### Un poète particulier

#### Des débuts inavoués
Le premier texte publié par Henri Michaux, est Les Rêves et la Jambe. Il en limite le tirage à quatre cents exemplaires. Cette œuvre est représentative du traitement qu’il infligera à ses œuvres de jeunesse, qu'il prendra soin de cacher ou de détruire. Les Rêves et la Jambe font donc partie du corpus « des premières œuvres » écrites en 1922 et 1928 et dont les raisons d'abandon ne sont pas données par l'auteur. Cependant, dans son introduction à Qui je fus, Raymond Bellour explique ce phénomène comme un rejet des débuts et de la « masse informe » que constituent les premiers textes. Ainsi, Michaux se constitue une œuvre palimpseste, faisant de ses premières œuvres des « misérables petits bouquins » et allant jusqu'à écrire : « Je ne reconnais pas cette horreur ». Les premières œuvres de Michaux sont donc cachées, détruites, participant du relatif anonymat de l'auteur dans le panorama de la littérature française.

#### Un poète à l'écart de ses contemporains
Henri Michaux est souvent perçu comme un poète refusant la médiatisation de son œuvre et de lui-même. Souvent en retrait de la scène littéraire, il maintient un refus radical de paraître, s'opposant de manière irréductible et inaliénable à toutes les sollicitations publiques : interviews, émissions de télévision ou radio, photos, conférences, prix littéraires, éditions critiques, éditions de poche ou Pléiade, etc. —  comme en témoigne une centaine de lettres dénichées et publiées en 2016 par Jean-Luc Outers, sous le titre Donc c'est non. En 1934, un ami insiste auprès de Jean Paulhan pour obtenir une photo de Michaux, lequel répond à Paulhan qu’il se propose d’envoyer à l’ami une radioscopie de ses poumons et aussi un « agrandissement » de son nombril : « Soyez tranquille, c’est présentable, le cordon ne pend plus. On l’a coupé proprement en temps voulu. » Quelques photos finiront par circuler dans les journaux. « Que faire ? Cinquante procès ne me rendraient pas un visage inconnu. » Alors, en 1966, dans le numéro de L’Herne qui lui est consacré, il consent à la publication de quatre photos. Tout de même, Claude Cahun, Henri Cartier-Bresson ou Gisèle Freund ont laissé de lui d’admirables et rares portraits[réf. souhaitée]. Une de ses très rares et ultimes apparitions en public fut pour assister à la conférence de son ami Jorge Luis Borges au Collège de France, le 12 janvier 1983.

Ainsi, bien que contemporain du surréalisme d'André Breton et lui-même surréaliste par la tension de ce qui l’habite, intérieur et extérieur, Michaux critique ouvertement André Breton dans un de ses comptes rendus, parus dans Le Disque vert : « Surréalisme », notamment à travers la notion d'écriture automatique.

« Procédé : Prenez une large superficie de papier, demeurez assis plutôt que debout, plutôt couché qu'assis, plutôt encore ensommeillé, indifférent à tout, à tout sujet, à tout but, sauf à mettre en mots immédiatement le contenu apparent de votre imagination. »

Le poète se veut donc à l'écart de la scène littéraire du XXe siècle, comportement résumé par Bernard Noël, dans sa préface à Qui je fus, par cette interrogation qu'il utilise pour gloser le comportement de Michaux : « Comment écrire sans être un écrivain ? »

### Une recherche poétique

#### La recherche d'une nouvelle langue poétique
Le refus de l'esthétique surréaliste témoigne du style particulier de l'auteur : il ne souhaite pas se placer sous l'égide d'un groupe ou d'un courant littéraire proclamé. Au contraire, Michaux conduira sa poétique seul, n'ayant de cesse de chercher la « langue immédiate, simple « mimique », transversale à tous les moyens d'expression ».

Cette « langue mimique » se retrouve par exemple dans « Rencontre dans la forêt » : 

« Il la déjupe; puis à l'aise il la troulache, 
la ziliche, la bourbouse et l'arronvesse, 
(lui gridote sa trilite, la dilèche). »

Ces trois vers, qui représentent un viol, disent plus immédiatement, plus puissamment l'horreur de la situation que des vers composés de termes existants. En effet, ces trois vers sont une succession de néologismes, ressemblant très fortement à des onomatopées. Le caractère oralisant de ces onomatopées permet une force d'évocation plus grande que des termes avérés, puisque ces termes inventés suggèrent l'action sans la dire, la mimant presque. Ce procédé est efficace grâce à la ressemblance de ces néologismes à des mots avérés : « déjupe » est assez explicite, « troulache » associant le mot « trou » au mot « lâche » permet de juger la lâcheté de l'action commise, etc. Chaque néologisme est créé dans le but de « mimer » la scène, formant un ensemble violent et terriblement suggestif. Cette langue est donc immédiate puisqu'elle ne fait que « mimer » l'action qui a lieu, en donnant plus que la description, comme une sensation.

#### Un refus de la forme fixe
Michaux, au même titre que son goût pour le néologisme, développe un goût pour la forme libre. Il ne peut se cantonner à un seul mode d’expression : le poème n’est plus conçu comme une forme mais comme une voix supérieure aux formes littéraires. Après la poésie de Mallarmé et les « vers-libristes », la forme fixe est discréditée. C'est pourquoi Michaux fustige Boileau et son Art Poétique dans ce poème cité par Haydée Charbagi dans « Poétique du passage : Henri Michaux et la musique » :

« un homme qui n’aurait que son pet pour s’exprimer… 
pas de rire                 pas d’ordure                   pas de turlururu 
et pas de relire surtout Messieurs les écrivains 
Ah ! que je te hais Boileau 
Boiteux, Boignetière, Boilou, Boigermain, 
Boirops, Boitel, Boivery                               Boicamille, Boit de travers 
Bois ça »

En insultant Boileau de la sorte, c'est la forme classique qu'il conteste. Cela s'observe au sein même de la poésie avec les alinéas et les blancs laissés entre les différentes parties du vers. Ainsi, si la forme métrique de la poésie est décriée, la forme visuelle du poème acquiert de l’importance, la disposition des mots sur la page devient plus importante que leur disposition métrique suivant un usage poétique remontant à la fin du XIXe siècle, avec notamment le Coup de dés de Mallarmé ou encore les Calligrammes d’Apollinaire.

#### Le mélange des genres
Mais la poésie de Michaux, loin de s'arrêter au refus des formes métriques, amalgame à la poésie d'autres genres, littéraires ou non. Ainsi il livre une œuvre où sont détruites les frontières des genres : la poésie annexe tout, l'aphorisme et le compte-rendu scientifique dans Les Rêves et la Jambe, le conte dans Les Fables des origines, l'aphorisme dans « Principes d’enfant », le mélange de la prose et du vers dans Qui je fus, l'esthétique du journal dans Ecuador, l’essai avec Passages, etc. De même, La nuit remue (1935) ressemble à une compilation de poèmes en prose, de poèmes libres et d'extraits de journal intime avec des descriptions de cauchemars et de l'expérimentation de l'éther, d'autant plus déconcertante que la seconde section du recueil, « Mes propriétés », contient un certain nombre de textes à la limite de l'intelligible ; la postface de Michaux est à ce titre très intéressante puisque l'auteur y écrit (nous soulignons) : 

« Par hygiène, peut-être, j'ai écrit « Mes Propriétés », pour ma santé. 
[...] 
[Certains malades] font leur personnage selon leur force déclinante, sans construction, sans le relief et la mise en valeur, ordinaire dans les œuvres d'art, mais avec des morceaux, des pièces et des raccords de fortune où seule s'étale ferme la conviction avec laquelle ils s'accrochent à cette planche de salut. Mentalement, ils ne songent qu'à passer à la caisse. […] 
« Mes Propriétés » furent faits ainsi. 
Rien de l'imagination volontaire des professionnels. Ni thèmes, ni développements, ni construction, ni méthode. Au contraire la seule imagination de l'impuissance à se conformer.
Les morceaux, sans liens préconçus, y furent faits paresseusement au jour le jour, suivant mes besoins, comme ça venait, sans « pousser », en suivant la vague, au plus pressé toujours, dans un léger vacillement de la vérité, jamais pour construire, simplement pour préserver. »

La poétique de Michaux est en perpétuel cheminement ; Alice Yao Adjoua N’Guessan la qualifie de « kaléidoscope » dans sa thèse « La création poétique chez Henri Michaux : formes, langages et thèmes ». En effet, le style de la poésie de Michaux est placé sous le signe de la variété : tous les genres littéraires semblent y être amalgamés pourvu que ce style s'approche de la « langue mimique ». Mais selon Alice Yao Adjoua N’Guessan, « Le journal de voyage reste le genre le plus influent sur la poésie de Michaux »,. Ecuador par exemple, est un texte qui oscille entre poésie et récit de voyage : 

« Océan solide
10 janvier.
Océan, quel beau jouet on ferait de toi, on ferait, si seulement ta surface était capable de soutenir un homme comme elle en a souvent l’apparence stupéfiante, son apparence de pellicule ferme.
On marcherait sur toi. Les jours d’orage, on dévalerait à une folle allure tes pentes vertigineuses.
On irait en traîneau ou même à pied. […] »

Par exemple il y a ici mélange des genres, entre journal de voyage (avec la mention de la date) et poésie (apostrophe à l’Océan, titre, etc.).

#### La place particulière de l'aphorisme
L'utilisation des aphorismes est expliquée ainsi par Alice Yao Adjoua N’Guessan :
Seuls, ils constituent une unité syntaxique et sémantique. Cette forme met en exergue la fonction cognitive de la poésie. Ces paragraphes condensent une pensée dans la brièveté d’énoncés fortement rythmés pour en faciliter la mémorisation. Cette forme d’écriture est inspirée par l’influence de la culture chinoise et indienne qui a souvent utilisé ces formules pour faire jaillir des réflexions philosophiques avec une portée didactique et mnémotechnique.
L'aphorisme est donc une façon de « faire jaillir [la] réflexion », il a une portée « didactique et mnémotechnique » : il relève donc de la « langue mimique », puisqu'il est constitutif d'une langue simple, d'une énonciation brève, qui dit les choses de manière efficace, c'est-à-dire simple et facile à retenir. Ainsi, Michaux écrit, dans Les Rêves et la Jambe : « J'ai essayé de dire quelques choses ». La langue de Michaux veut « dire » les choses, non les représenter, non en donner une impression.

### Une écriture scientifique contre la «plénitude facile»

#### Une écriture scientifique
Pour montrer ces « quelques choses », Henri Michaux use d'une écriture qui peut parfois être qualifiée de « scientifique ». Celle-ci est sensible dans Cas de Folie circulaire, ou encore dans Les Rêves et la Jambe, où se multiplient les allusions à la médecine psychiatrique, avec des références à Mourly Vold, ou encore à Sigmund Freud. Mais la prosodie est elle-même de l'ordre du scientifique, avec un style de prise de notes, comme des ébauches jetées sur un cahier, ou des notes à soi-même, caractérisées par le retour à la ligne, de courtes phrases, l’épuration de la syntaxe ainsi que la concision et la précision du propos. Le discours s'organise donc dans une logique qui enchaîne l'explication et l'exemplification, mais aussi la répétition des conjonctions. Par exemple :

« Mourly Vold empaquette des dormeurs. Il leur empaquette la jambe ou les coudes ou les bras, ou le cou.
Sommeil.
Puis Vold habille la jambe. La jambe s’éveille : Les images mentales les plus proches, ou les plus familières de la jambe s’éveillent.
Rêve. »

Outre la référence à Mourly Vold, le langage est répétitif (voir la répétition de « empaquette », ou de « la jambe »), constitué de phrases courtes juxtaposées, parfois nominales, disposées sur plusieurs lignes. Le propos est précis, possède sa logique et présente les choses telles qu'elles sont.

#### La disqualification de la musique
La musique, au contraire de la science, ne donne qu'impression ; Michaux la qualifie de « plénitude facile, commode, qui masque pour un temps le vide de [la vie des hommes] ». Michaux développe une véritable aversion pour la musique qu'il déclare dans ce passage sur la « sanza » africaine, cité par Haydée Charbagi dans « Poétique du passage : Henri Michaux et la musique » :

« Cependant, de cet instrument […], le vulgaire aussi à un moment sortit de mes doigts.
[…] je comprenais, je croyais comprendre, intérieurement et rétrospectivement, ce qui attire les foules et qui m’avait toujours paru tellement inepte.
Leur musique.
Musique non comme langage, mais musique pour passer l’éponge sur les aspérités et les contrariétés de la vie quotidienne. Mécanique des balancements. Musique pour accoucher d’états béats, délectation de mauvais aloi, pour bébés sans le savoir se rappelant des bercements…
Par moments, leur entrain odieux et qui veut qu’on le suive, lui aussi je le retrouvais. »

La musique est ce qui enveloppe l’homme facilement, or dans Un barbare en Asie, Michaux énonce : « (Envelopper : volupté) ». La musique est donc une vulgarité, elle attire les foules, et c'est ce qui la rend « inepte » aux yeux du poète. Étant accessible à tous, elle n'est pas un « langage » mais ce qui permet de « passer l’éponge sur les aspérités et les contrariétés de la vie quotidienne ». 

### Un style introspectif et insolite

#### Le goût de l'insolite
L'œuvre d'Henri Michaux peut-être caractérisée comme œuvre de l'insolite : en effet, l'auteur y mêle conte et fable, fantastique et merveilleux. Par exemple : 

« Là je rencontrai les Phlises, […] les Burbumes qui chevauchent comme des vagues et sont couverts de longs poils blancs soyeux, les Chérinots et les Barebattes, lourds comme l’ours, violents comme le cobra, têtus comme le rhinocéros ; les Clangiothermes, les Ossiosporadies, les Brinogudules aux cent queues et les Cistides toujours empêtrés dans des plantes et forant des coquilles ; quantité de parasites, les Obioborants à cornac (une sorte de monstre du tiers de leur taille qui se fixe sur eux pour la vie), […] et partout des orvets manchetés inoffensifs, mais si semblables aux terribles Ixtyoxyls du Mexique que c’était une panique générale à chaque mouvement de l’herbe. (« Nouvelles observations », in Mes propriétés.) »

Ce qui paraît être ici du merveilleux, par les références à toutes ces créatures extraordinaires, est en vérité du fantastique. En effet, le réel est mêlé à la fiction, notamment grâce aux références aux animaux connus par le lecteur (l'« ours », le « cobra », le « rhinocéros ») ou encore grâce à la référence au Mexique. De même, la locution « une sorte de » renvoie à l'incertitude constitutive de l’imagination : le poète ne peut savoir exactement à quelle sorte de monstre appartient l'« Obioborant à cornac », il est donc obligé d'utiliser la locution « une sorte de », se garantissant ainsi du contresens. Là où une langue « représentative » (dans le même sens que la musique) aurait pu parler des « Obioborants à cornac » sans utiliser « une sorte de », la langue  « mimique » de Michaux doit recourir à la plus grande précision possible, où du moins à la plus grande sincérité de la part de celui qui semble dresser un compte-rendu.
Cette utilisation d'un imaginaire entre merveilleux et fantastique est représentatif de l'insolite de l'œuvre de Michaux, tout comme le sujet de certains poèmes d'Un Certain Plume.

#### Le perpétuel retour au «panorama dans votre tête»
Bernard Noël explique que Michaux divise la réalité en deux réalités distinctes : celle qui relève du « panorama autour de votre tête » et celle qui relève du « panorama dans votre tête ». Le panorama autour de la tête, la réalité lui paraît déjà trop exploré et convenu, tout le monde semble le partager. C'est donc au deuxième « panorama » que semble se vouer l'auteur, panorama auquel son œuvre ramène sans cesse. Cette intériorité est le lieu du merveilleux, du fantastique et du conte : c'est son imagination que Michaux donne à voir, avertissant son lecteur de son caractère merveilleux et fantastique (prévenant de ce fait « le lecteur de son aspect le plus superficiel » ), mais essayant tout de même de l'expliquer dans une langue « mimique ». Ainsi l'œuvre de Michaux, en constante exploration de l'intériorité de son auteur, tourne vite à la quête de soi, à la recherche du « je » qui anime ce corps conçu comme accident (« L'homme n'est qu'une âme à qui il est arrivé un accident »).

## Œuvre
Sauf indication contraire, les ouvrages d'Henri Michaux sont parus aux Éditions Gallimard.
Henri Michaux est le seul auteur à avoir refusé que ses œuvres soient publiées à titre anthume dans la bibliothèque de la Pléiade.
- Cas de folie circulaire, 1922
- Les Rêves et la Jambe, 1923
- Fables des origines, Disque vert, 1923
- Qui je fus, 1927
- Mes propriétés, Fourcade, 1929
- La Jetée, 1929
- Ecuador, 1929
- Un certain plume, Editions du Carrefour, 1930
- Un barbare en Asie, 1933
- La nuit remue, 1935
- Voyage en Grande Garabagne, 1936
- La Ralentie, 1937
- Lointain Intérieur, 1938
- Peintures. GLM, 1939
- Au pays de la Magie, 1941
- Arbres des tropiques, 1942
- L'Espace du dedans, 1944
- Épreuves, Exorcismes, 1940-1944
- Ici, Poddema, 1946
- Peintures et dessins. Le point du jour, 1946
- Meidosems. Le point du jour, 1948.
- Ailleurs, 1948
- Nous deux encore.[9] Lambert, 1948
- La Vie dans les plis, 1949
- Poésie pour pouvoir. René Drouin en collaboration avec Aline Gagnaire et Michel Tapié, 1949[42]
- Passages, 1950
- Mouvements (recueil), Librairie Gallimard, Paris, 1952
- Face aux verrous, 1954
- Misérable Miracle (La mescaline), 1956
- L'Infini turbulent, 1957
- Paix dans les brisements, 1959
- Plume, 1960
- Connaissance par les gouffres, 1961
- Vents et Poussières, 1962
- Postface à Plume et Lointain intérieur (« On est né de trop de mère... ») 1963
- Désagrégation, 1965
- Les Grandes Épreuves de l'esprit et les innombrables petites, 1966
- L'Espace du dedans. Pages choisies (1927-1959), 1966
- Façons d'endormi, façons d'éveillé, 1969
- Poteaux d'angle, 1971
- En rêvant à partir de peintures énigmatiques, Fata Morgana, 1972
- Émergences, Résurgences, Skira 1972
- Bras cassé, Fata Morgana, 1973
- Moments, traversées du temps, 1973
- Quand tombent les toits, 1973
- Par la voie des rythmes, Fata Morgana, 1974
- Idéogrammes en Chine, Fata Morgana, 1975
- Coups d'arrêt, 1975
- Face à ce qui se dérobe, 1976
- Les ravagés, Fata Morgana, 1976
- Jours de silence, Fata Morgana, 1978
- Saisir, Fata Morgana, 1979
- Une voie pour l'insubordination, Fata Morgana, 1980
- Affrontements, Fata Morgana, 1981
- Chemins cherchés, chemins perdus, transgressions, 1982
- Les commencements, Fata Morgana, 1983
- Le jardin exalté, Fata Morgana, 1983
- Par surprise, Fata Morgana, 1983
- Par des traits, Fata Morgana, 1984
- Déplacements, Dégagements, 1985 (posthume)
- Rencontres (avec Paolo Marinotti), 1991(posthume)
- Jeux d'encre. Trajet Zao Wou-Ki, 1993 (posthume)
- En songeant à l'avenir, 1994 (posthume)
- J'excuserais une assemblée anonyme..., 1994 (posthume)
- À distance, Mercure de France, 1997 (posthume)
- Sitôt lus. Lettres à Franz Hellens. 1922-1952, Fayard, 1999 (posthume)
- Paul Klee, Fata Morgana, 2012 (posthume)
- Donc c'est non, lettres réunies, présentées et annotées par Jean-Luc Outers, Gallimard, 2016 (posthume)
- Coups d'arrêt suivi d’Ineffable vide, Éditions Unes, 2018 (posthume)

## Musique
- Claude Ballif : 1948, Quatre mélodies sur des poèmes d'Henri Michaux op. 1c, pour soprano & piano [1. L’Oiseau qui s'efface ; 2. Repos dans le malheur ; 3. Deux peupliers ; 4. Il est venu]
- José Evangelista : 1996, Plume : [3 pièces] pour soprano et violoncelle, texte d'Henri Michaux. Paris : Salabert. [1."Un homme paisible", 2. "Plume au plafond", 3. "Plume à Casablanca". - Durée : 15']
- Milan Stibilj (sl) : "Épervier de ta faiblesse, Domine" pour récitant et 5 percussionnistes (1964) - Durée : 9' [43]
- Witold Lutosławski :Trois Poèmes d'Henri Michaux pour chœurs et orchestre, 1963

### Iconographie
- Yvonne Chevalier, Henri Michaux, 1936, neuf portraits, tirages argentiques, Paris, musée national d'art moderne.